# TR-85
Il TR-85 è un carro di costruzione rumena basato sul TR-77 (successore di fabbricazione rumena del T-55 sovietico) dotato di alimentatore a blocco T (simile a quello montato sui Leopard 1) basato sul motore diesel tedesco costruito su licenza V8 da 830 hp. Oltre a questo il carro è dotato di un sistema per il controllo del fuoco "Ciclope" di costruzione nazionale, dotato di sensore meteo e telemetro laser, e sospensioni completamente ridisegnate con sei ruote per lato, protette da alcune gonne di metallo. Il carro ha un peso da combattimento di 47.2 tonnellate e il suo sviluppo è durato dal 1979 al 1985, fino alla produzione in serie del 1986.

## Predecessori

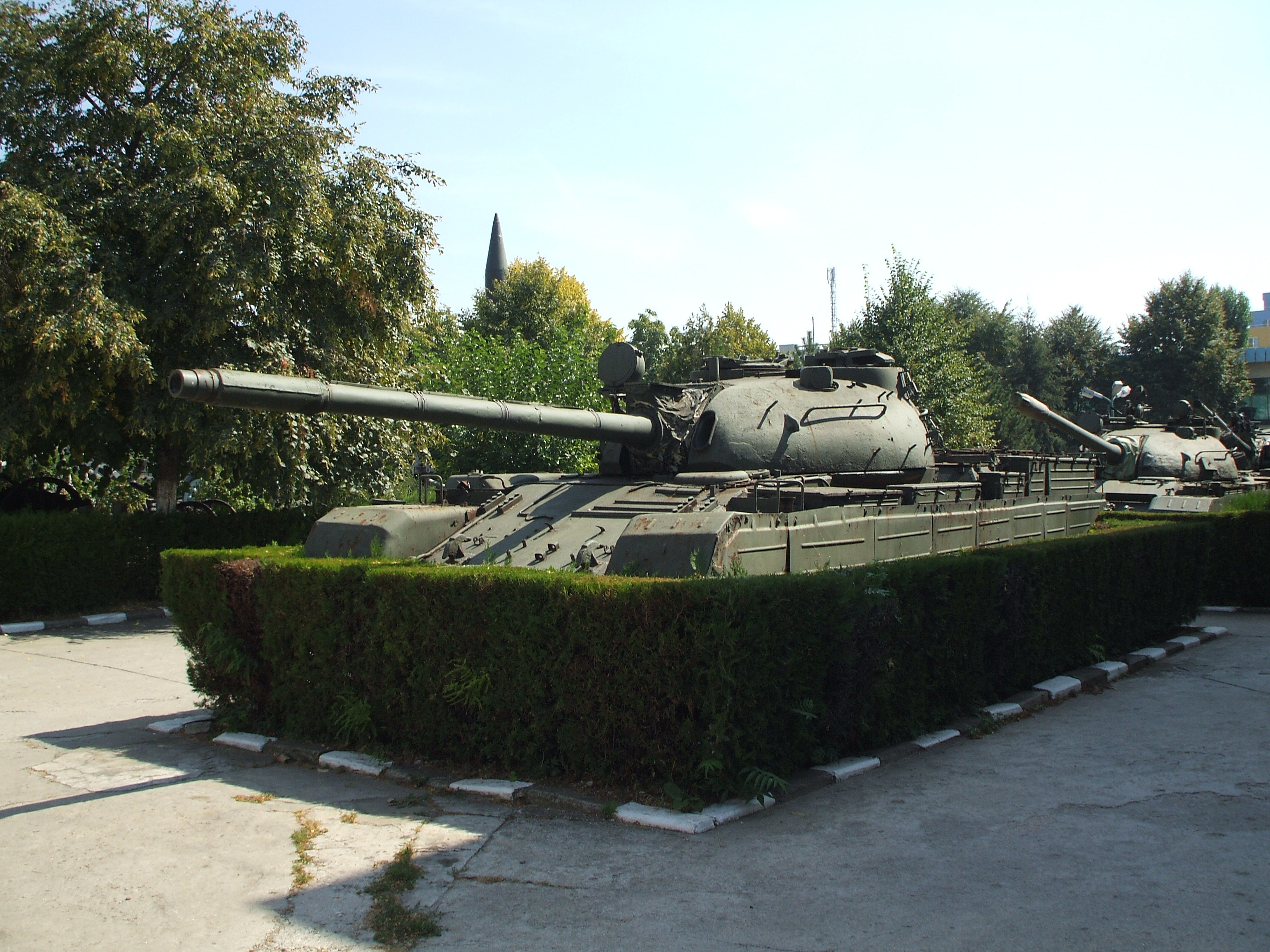
TR-85-800 (primo piano) e TR-77-580 (dietro) al Muzeul Militar Național "Regele Ferdinand I" di Bucarest

Dopo i fatti della "Primavera di Praga", Repubblica Socialista di Romania adottò una nuova dottrina nazionale di difesa, comprendente la necessità di sistemi d'arma di produzione domestica. Nell'aprile 1968 viene presentato al Consiliului de Apărare al țării un rapporto per la fabbricazione di carri armati in Romania. Il 13 ottobre 1972, il rapporto venne approvato. Il programma di fabbricazione venne emanato il 13 maggio 1974.
Il carro armato doveva avere una massa lorda di 40 tonnellate, un cannone di 100 mm e un motore di 800 HP. Il primo passo per la realizzazione fu ottenere la licenza per la fabbricazione di 400 T-55, adattato alle necessità della Armata Populară Română e le possibilità dell'industria romena. La versione romena del carro sovietico T-55 fu chiamata TR-77, e la progettazione avvenne negli anni dal 1974 al 1980. La versione finale fu TR-77-580 (Tanc Românesc model 1977 cu motor de 580 de cai putere), fabbricato dal 1979 al 1985. Il TR-77 fu un modello di transizione per la Industria României per l'acquisizione di capacità di costruire veicoli blindati.

## Progettazione
Contemporaneamente alla progettazione del TR-77, fu approvato lo sviluppo di un motore da 800 HP. La progettazione del motore avvenne dal 1974 al 1982 dall'Institutul Național de Motoare Termice. Il motore raggiungeva 830 HP di potenza. La trasmissione idraulica fu sviluppata da ICSITEM București, basato sul modello della Hidromecanica Brașov.
Il nuovo carro progettato dal 1978 al 1986, fu chiamato TR-85-800 (Tanc Românesc model 1985 cu motor de 800 de cai putere). La produzione avvenne dal 1986 al 1990, con cento esemplari all'anno nella Fabrica de Mașini Grele Speciale a Întreprinderii "23 August" di Bucarest.

## Modernizzazione
A marzo 1994 con l'ordine S/M 1429, venne iniziato un programma di ammodernamento TR-85M1 "Bizon". Il 14 aprile 1994 il progetto venne approvato dal Consiliul Suprem de Apărare al Țării. La progettazione avvenne nel 1996, e venne costruito il primo di due prototipi. Nel programma vennero coinvolti EADS, Thales Group, SFIM/ODS, RKS, Sagem, Kollmorgen, Racall, e in Romania, ELECTROMAGNETICA, ICPSP (Institutul 111), Agenția de Cercetare pentru Tehnică și Tehnologii Militare, Uzinele Faur, IOR, Romarm, Hidromecanica Brașov, IOEL. La trasformazione del primo carro avvenne l'anno successivo. Lo standard seguito era NATO. Vennero migliorati i sistemi d'arma a bordo. Il TR-85M1 è di fatto un carro nuovo rispetto al T-55, con possibilità di operare anche di notte, sistemi di stabilizzazione al tiro come nel carro francese Leclerc.

## Varianti
- TR-85M: versione aggiornata;
- TR-85M1 "Bizonul": versione aggiornata del TR-85, dotata di motore più potente, un nuovo sistema per il controllo del fuoco "Ciclope-M1", un sistema per rilevare distorsioni sul cannone, copertura termica per quest'ultimo, telemetro laser e camera termica. Il carro è equipaggiato con sensori anti-laser, che captano le radiazioni laser riflesse sul mezzo. È dotato anche di dodici lanciafumogeni e copertura termica. Il nuovo proiettile APFSDS BM-412Sg da 100 mm è in grado di penetrate una piastra d'acciaio omogeneo spessa 450 mm ad oltre un chilometro di distanza. Il TR-85M1 ha una nuova torretta più grande con corazza addizionale;
- TR-85M2: ancora in fase di prova.

## Utilizzatori
- Romania
  - 259 TR-85 in servizio.
  - 56 TR-85M1 in servizio.

Nel 1993, la Romania aveva 632 TR-85. Nel 2008, 265 TR-85. Nel 2010 secondo il Institutului Internațional de Studii Strategice, 249 TR-85 e 54 TR-85M1.
- Iraq ha ricevuto 150 carri armati TR-580 acquistati e trasferiti dall'Egitto tra il 1982 e il 1984.[6] L'International Institute for Strategic Studies ha estimato che l'Iraq avesse un totale di 2.500 T-54/55 e carri armati TR-580 nel 1989.[7]

## Galleria d'immagini

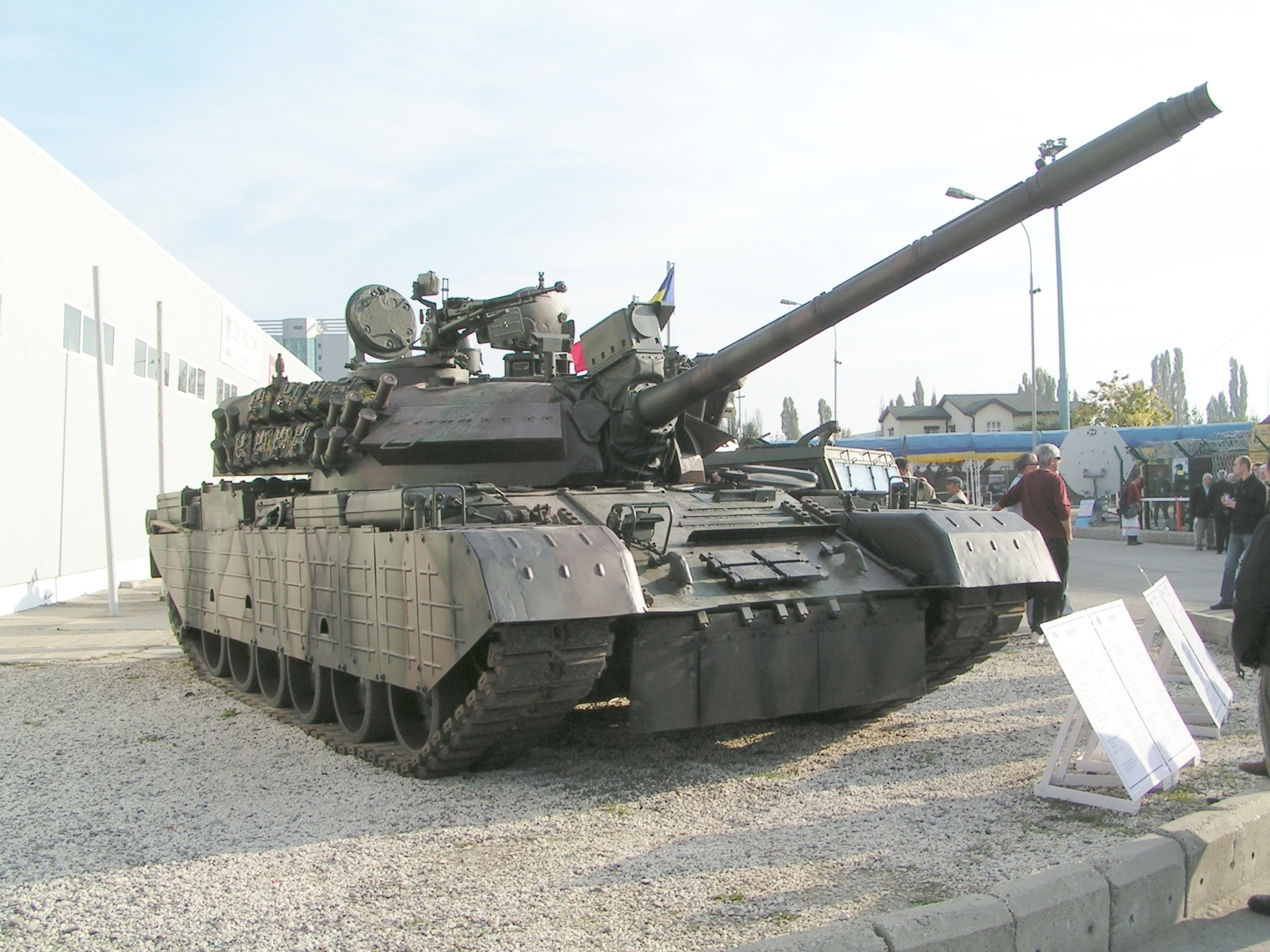
TR-85M1 esposto a Bucarest nel 2005.
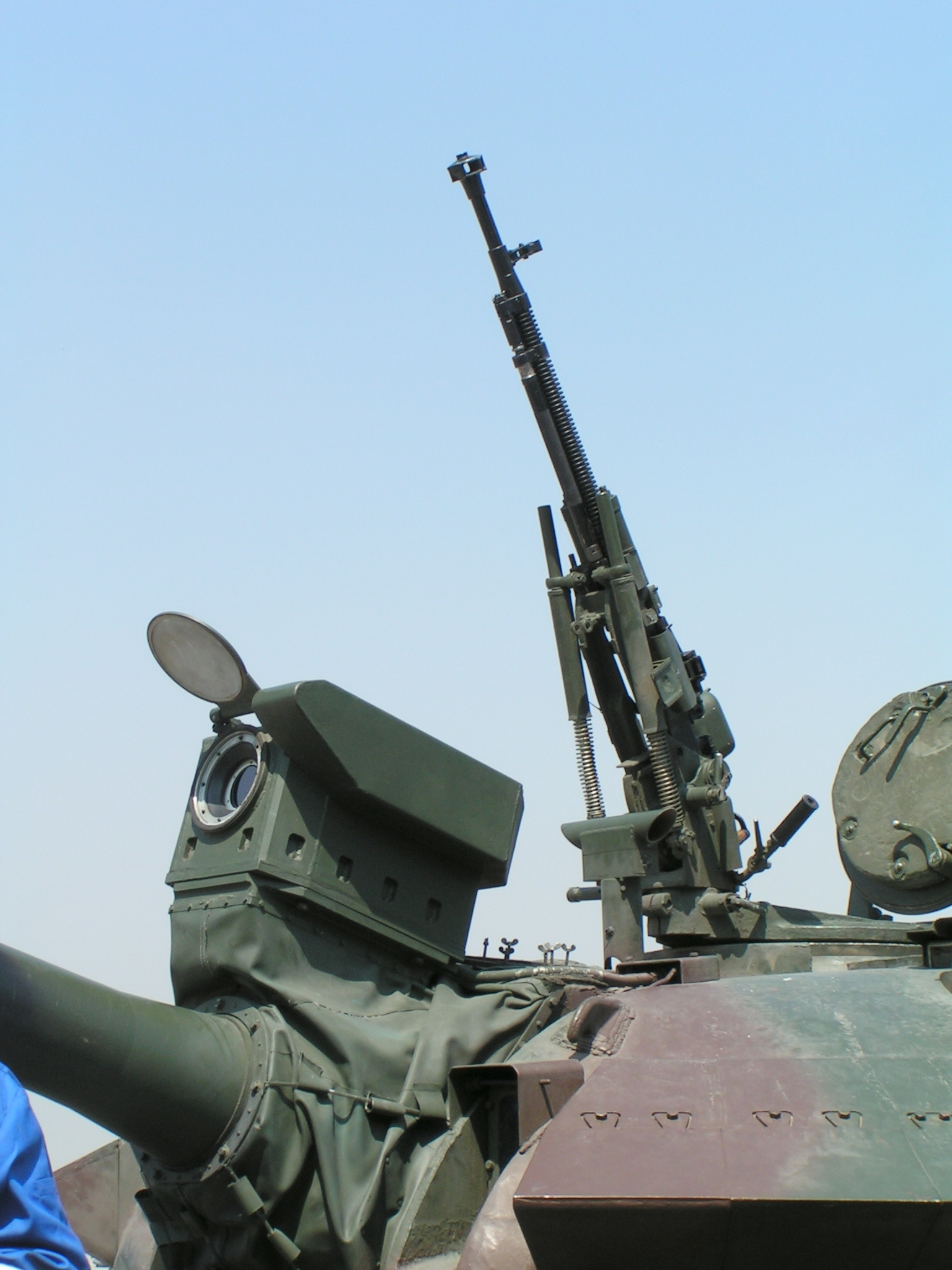
Mitragliatrice DŠK e telemetro laser.
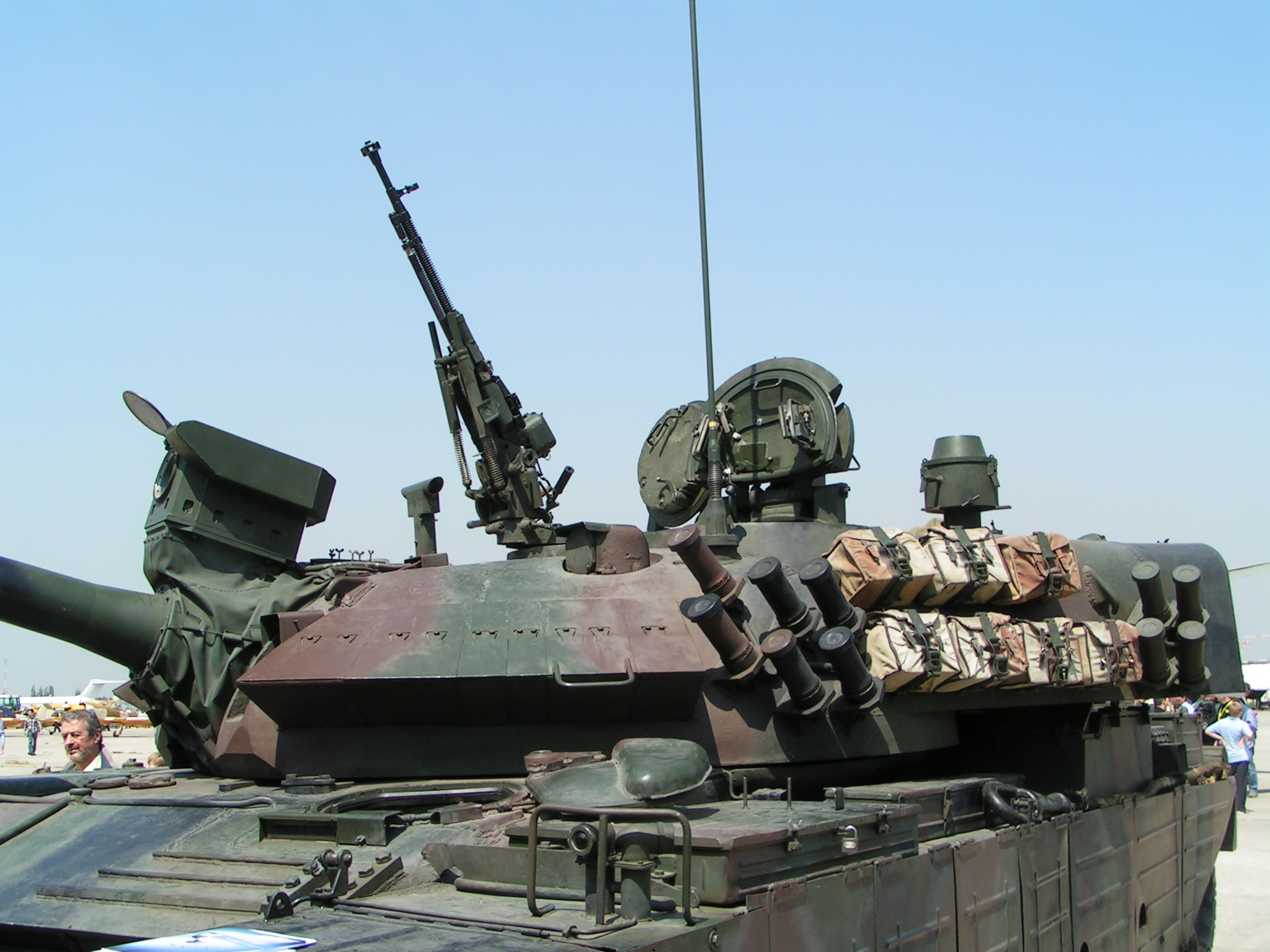
Vista della torretta.
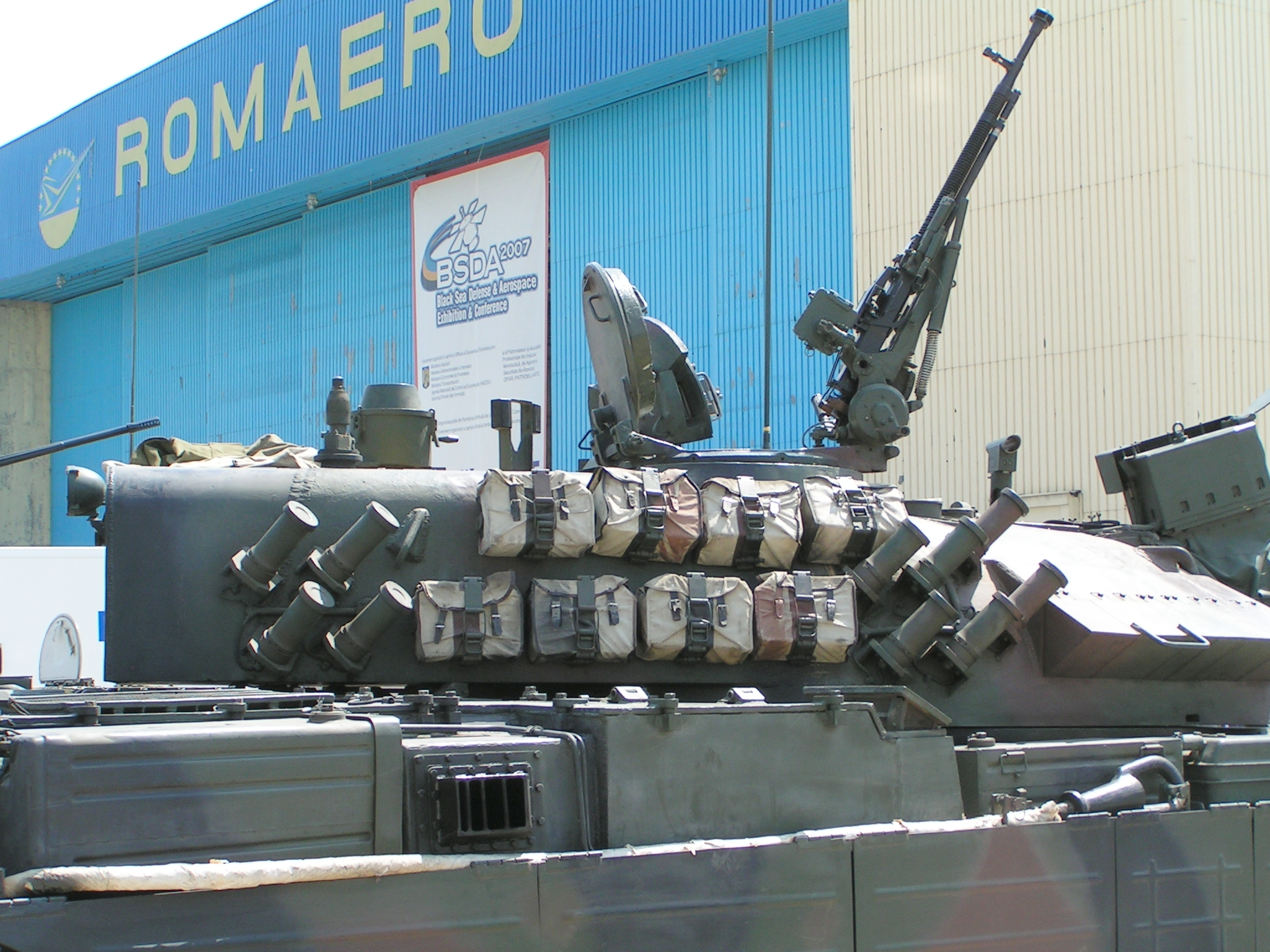
Torretta con DŠK.
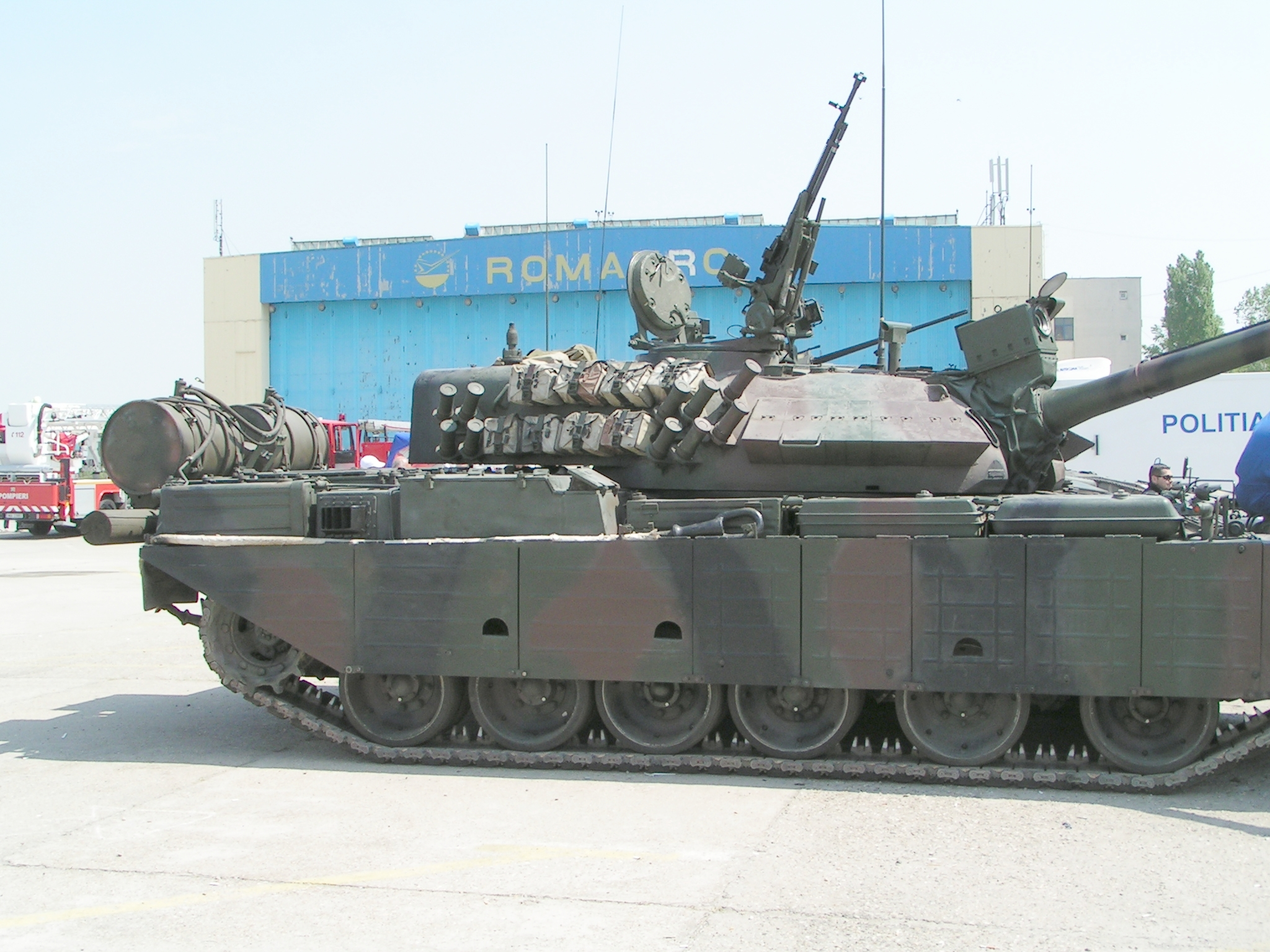
TR-85M1.
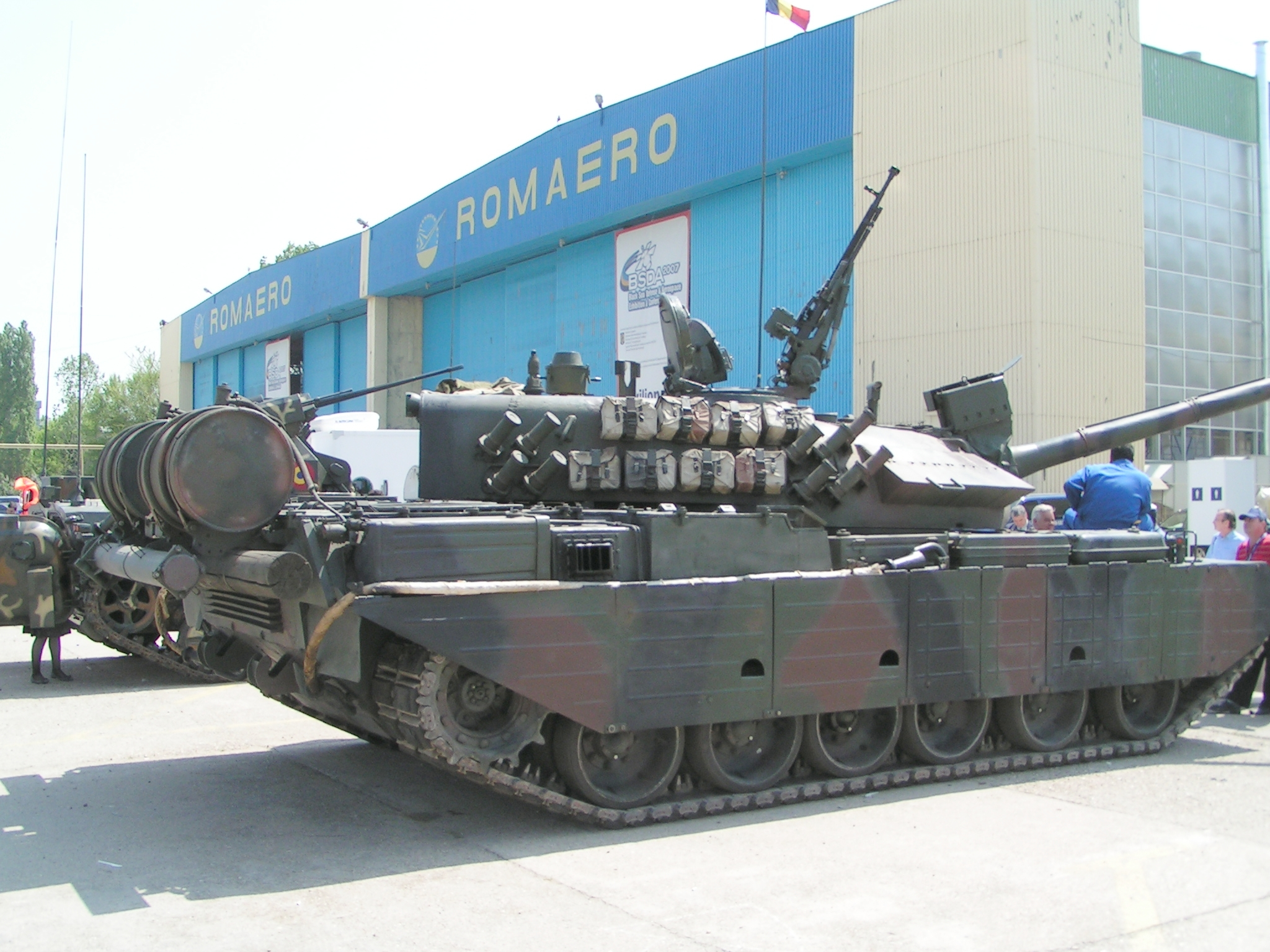
TR-85M1.
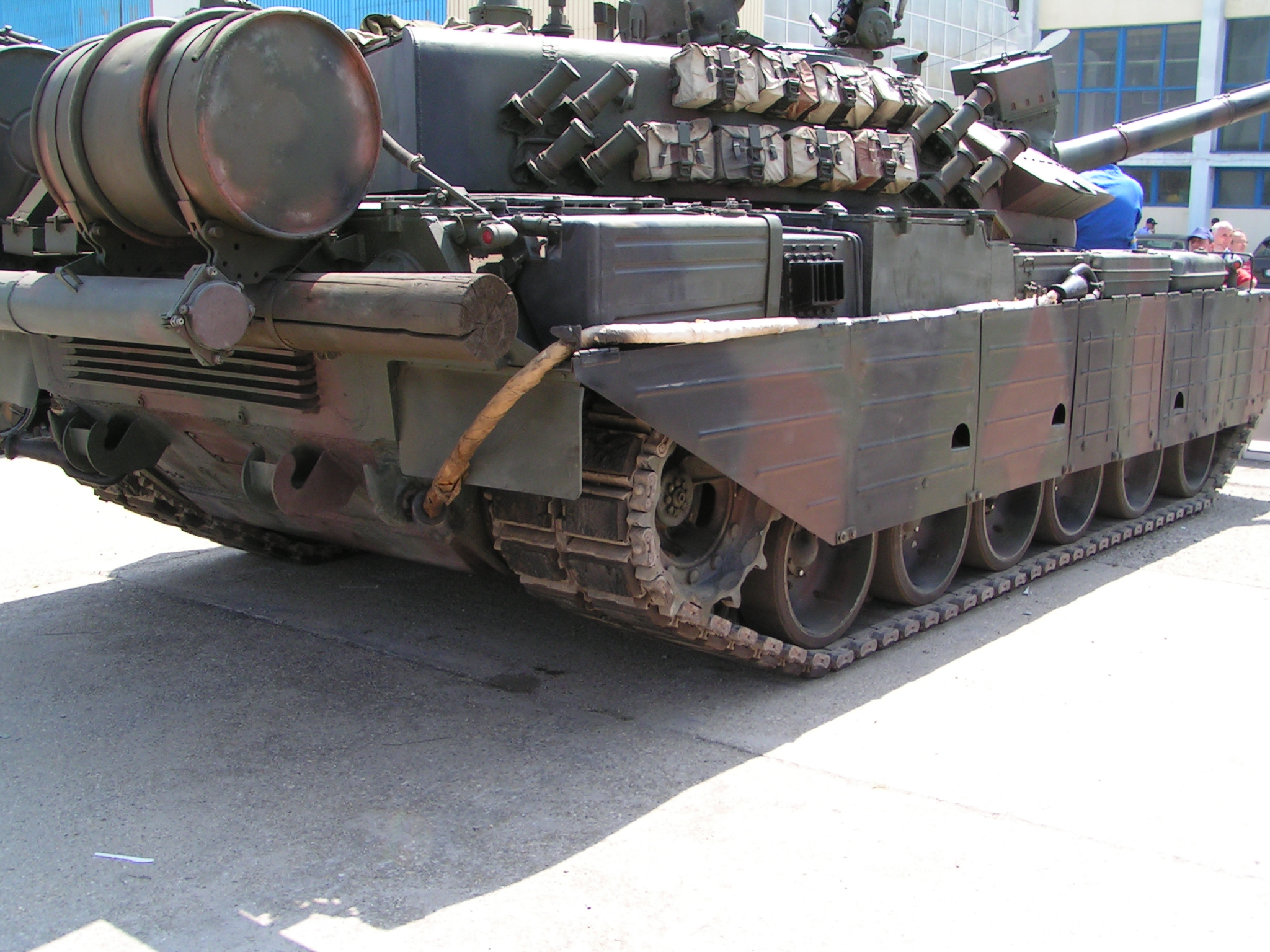
TR-85M1.
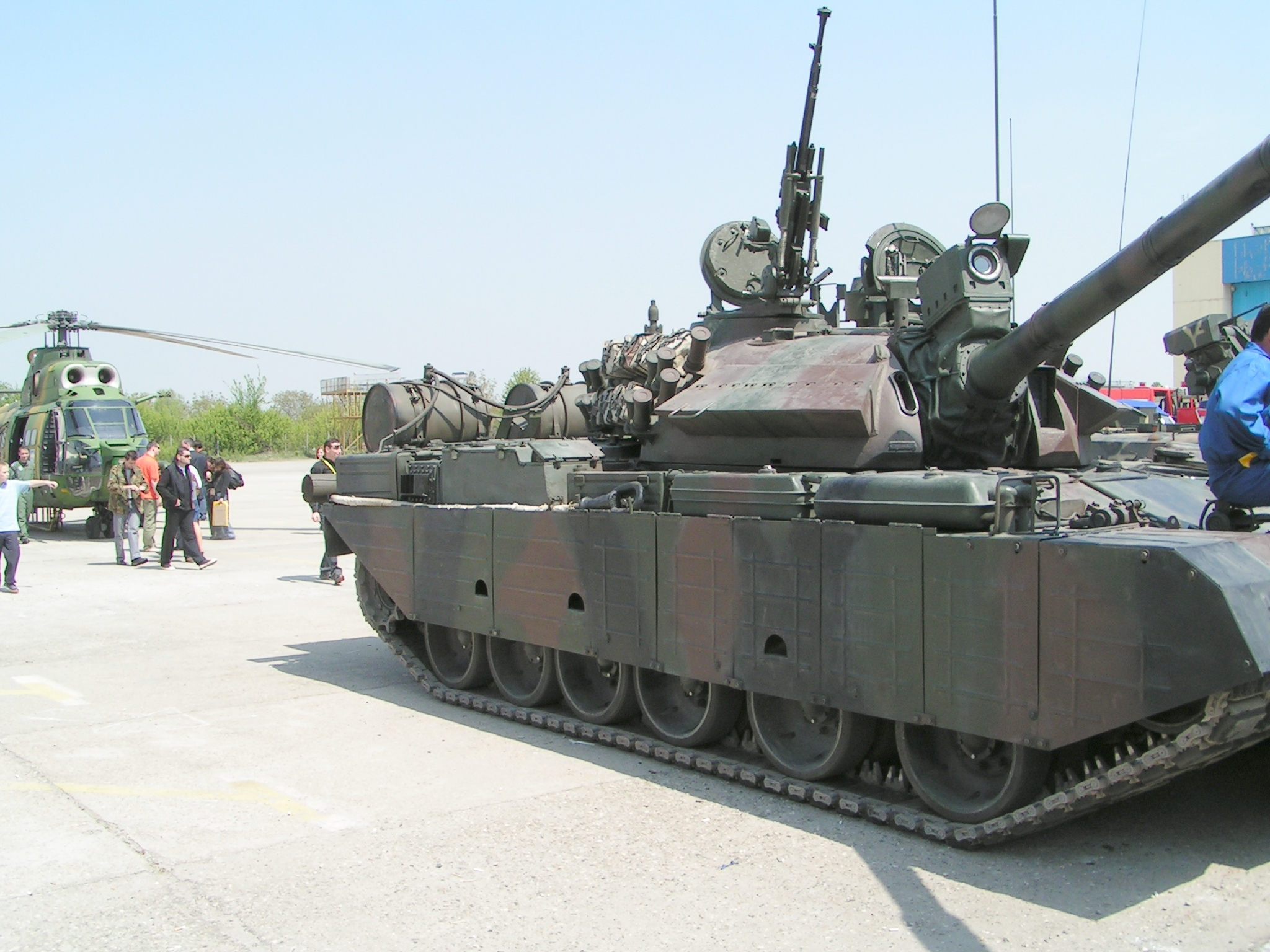
TR-85M1.
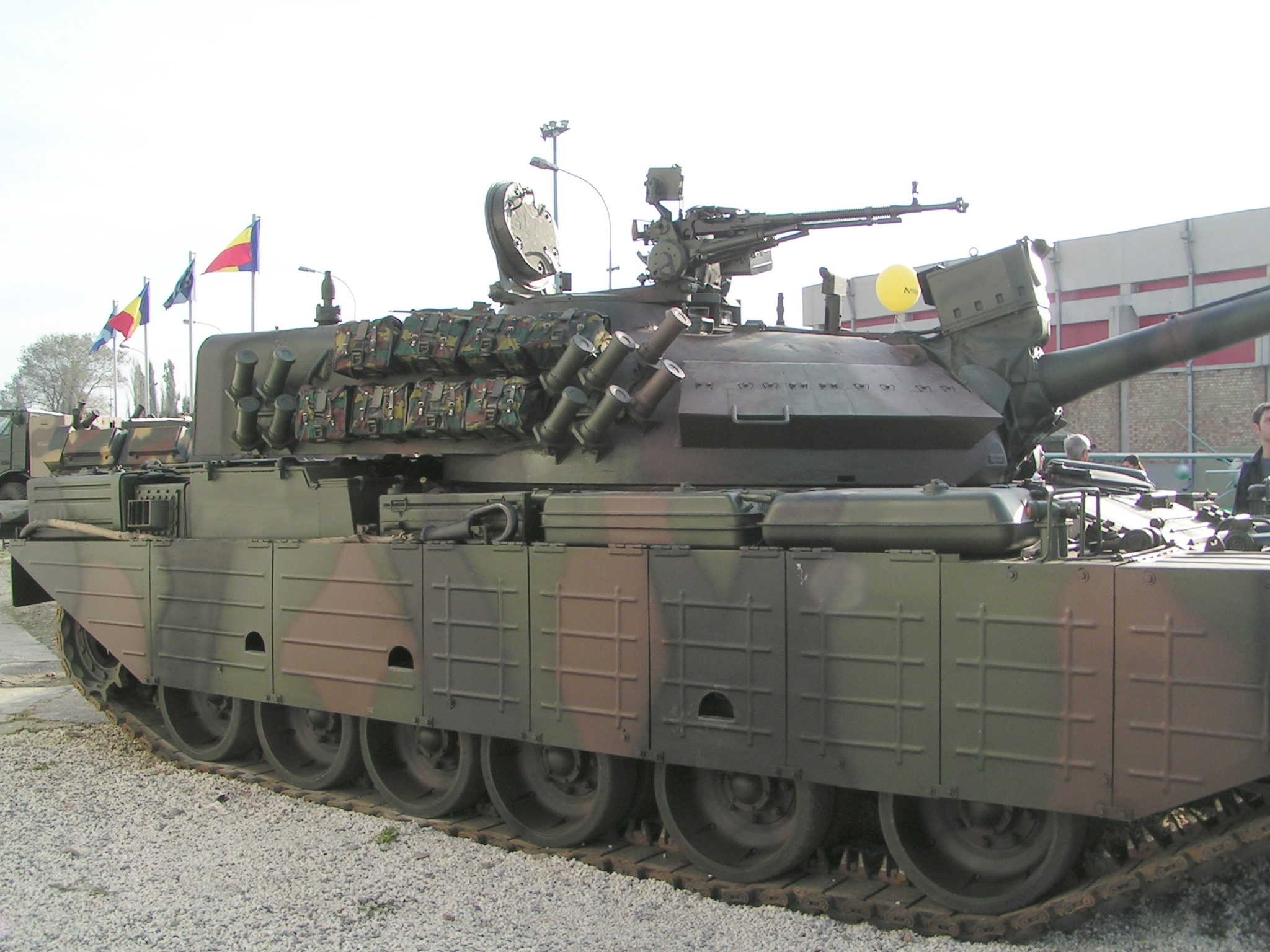
TR-85M1.
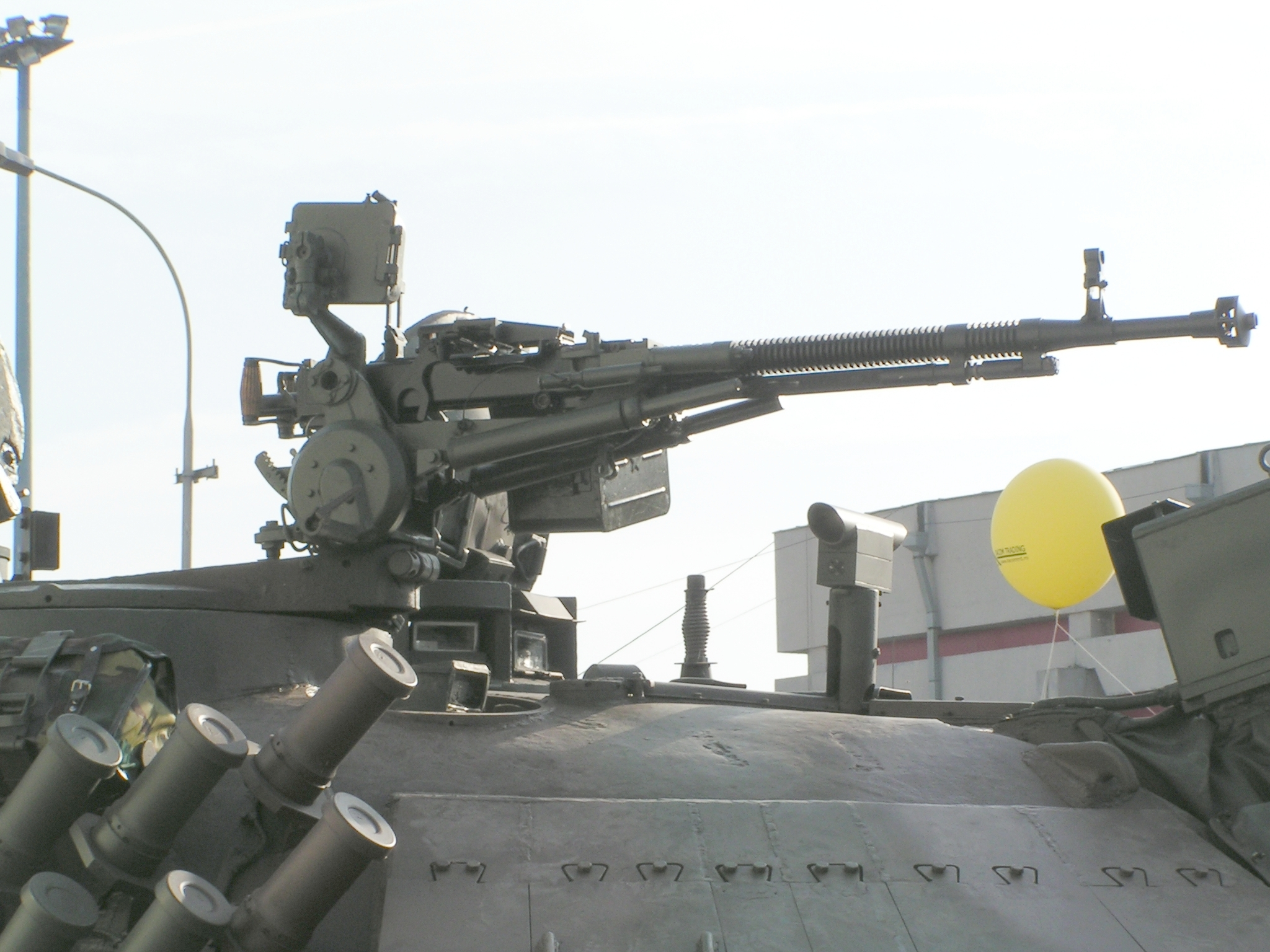
Dettagli della torretta.